# Sanja
Sanja is een bestuurslaag in het regentschap Bogor van de provincie West-Java, Indonesië. Sanja telt 13.730 inwoners (volkstelling 2010).